# نادیا انجمن
نادیا انجمن (زادهٔ ۶ دی ۱۳۵۹–درگذشت ۱۳۸۴ برابر با ۵ نوامبر ۲۰۰۵)، از شاعران جوان افغان بود که به سرایش غزل و شعر نو می‌پرداخت و عضو انجمن ادبی مخفی کارگاه سوزن طلایی در زمان طالبان بود. او در سال ۲۰۰۵ به دلیل ضرب و شتم توسط شوهرش کشته شد.

## زندگی
نادیا در ۶ دی ماه (جدی) سال ۱۳۵۹ خورشیدی، در هرات در غرب افغانستان به دنیا آمد.
او از پانزده سالگی به سرودن شعر آغاز کرد، اما آغاز شاعری او، مصادف بود با اشغال شهر هرات توسط گروه بنیادگرای طالبان. طالبان، هر گونه فعالیت اجتماعی، فرهنگی، آموزشی و سیاسی زنان و دختران افغان را ممنوع کرده بودند. نادیای نوجوان نیز، سال‌های پر تب و تاب نوجوانی خود را در زیر سایه حاکمیت تندروهای طالبان گذراند.
او در آن سال‌ها که زنان بدون داشتن محرم، حق بیرون رفتن از خانه را نداشتند، در خانه به‌طور خصوصی درس می‌خواند و در جلسات خصوصی و مخفیانه ادبی هرات شرکت می‌کرد.

## کارگاه سوزن طلایی
نادیا انجمن از دست پرورده‌های کارگاه سوزن طلایی است. این کارگاه، در زمان حاکمیت طالبان، توسط شماری از فرهنگیان هرات ایجاد شده بود و در پوشش آموزش خیاطی به زنان، جلسات نقد ادبی و شعرخوانی دایر می‌کرد.
با سقوط طالبان در سال ۲۰۰۱ میلادی، نادیا انجمن هم به ادامه تحصیل در مدرسه پرداخت و بعد وارد دانشگاه هرات شد و در دانشکده ادبیات و علوم انسانی به تحصیل پرداخت.

## کشته شدن
نادیا انجمن با یکی از کارمندان دانشکده ادبیات دانشگاه هرات ازدواج کرد.
شوهر نادیا او را از شرکت در جلسات مشاعره و نقد ادبی که در انجمن ادبی هرات برگزار می‌شد، بازمی‌داشت.
این شاعر جوان سرانجام در ۱۵ عقرب ۱۳۸۴ مصادف با پنجم نوامبر سال ۲۰۰۵ میلادی در هرات به قتل رسید.
علت مرگش، ضرب و شتم (لت و کوب) توسط شوهرش اعلام شد.
وبگاه فارسی بی‌بی‌سی به نقل از پلیس هرات گزارش داد که آثار ضرب و جرح در جسد نادیا انجمن مشهود بوده‌است.
پلیس همچنین گفت که شوهر وی، در بازجویی‌های اولیه، به ضرب و شتم همسرش اعتراف کرده‌است.
برخی از نویسندگان و شاعران افغان در هرات، معتقد بودند که نادیا انجمن، دست بالایی در شعر بخصوص غزل و شعر سپید داشت و می‌توانست بهترین شاعر زمان خود در افغانستان باشد.

## نمونه اشعار
| نیست شوقی که زبان باز کنم، از چه بخوانم؟ |  | من که منفور زمانم، چه بخوانم چه نخوانم  |
| چه بگویم سخن از شهد، که زهر است به کامم  |  | وای از آن مشت ستمگر که بکوبیده دهانم    |
| نیست غمخوار مرا در همه دنیا که بنازم     |  | چه بگریم، چه بخندم، چه بمیرم، چه بمانم  |
| من و این کنج اسارت، غم ناکامی و حسرت     |  | که عبث زاده‌ام و مهر بباید به دهانم      |
| دانم ای دل که بهاران بود و موسم عشرت     |  | من پربسته چه سازم که پریدن نتوانم       |
| گرچه دیری است خموشم، نرود نغمه ز یادم    |  | زان که هر لحظه به نجوا سخن از دل برهانم |
| یاد آن روز گرامی که قفس را بشکافم        |  | سر برون آرم از این عزلت و مستانه بخوانم |
| من نه آن بید ضعیفم که ز هر باد بلرزم     |  | دخت افغانم و برجاست که دایم به فغانم    |

### شعر نو
صدای گام‌های سبز باران است
اینجا می‌رسند از راه، اینک
تشنه جانی چند دامن از کویر آورده، گرد آلود
نفس‌هایشان سراب آغشته، سوزان
کام‌ها خشک و غبار اندود
اینجا می‌رسند از راه، اینک
دخترانی درد پرور، پیکر آزرده
نشاط از چهره‌ها شان رخت بسته
قلب‌ها پیر و ترکخورده
نه در قاموس لب‌هاشان تبسم نقش می‌بندد
نه حتی قطره اشکی می‌زند از خشکرود چشمشان بیرون
خداوندا!
ندانم می‌رسد فریاد بی آوای شان تا ابر
تا گردون؟
صدای گام‌های سبز باران است!
وقتی…
وقتی که چشم‌های تو غمگین‌اند
حس می‌کنم که در من
چیزی شکستنیست
وقتی تو از نهایت قلبت گرفته یی
تا انجماد دلهره پرتاب می‌شوم
و آنگاه اگر نگاه تو جریان کند بمن
ناگه ز خویش می‌روم و آب می‌شوم…